# Lijst van componisten van filmmuziek
Hieronder een alfabetische lijst van componisten van filmmuziek. De componisten kunnen van zowel filmmuziek, soundtracks als scores bekend zijn. Achter de naam staan een of meerdere bekende werken van deze componist vermeld.

## A
- Armand Amar (The History of Love)
- Michael Andrews (Bad Neighbours)
- Craig Armstrong (Love Actually)
- David Arnold (Independence Day)
- Malcolm Arnold (The Bridge on the River Kwai)
- Georges Auric (Roman Holiday)

## B
- Luis Bacalov (Il Postino en Kill Bill I & II)
- Burt Bacharach (Butch Cassidy and the Sundance Kid)
- Angelo Badalamenti (Twin Peaks)
- Klaus Badelt (Pirates of the Caribbean: The Curse of the Black Pearl)
- Lorne Balfe (Penguins of Madagascar)
- Lesley Barber (Manchester by the Sea)
- Nathan Barr (Hostel)
- John Barry (Dances with Wolves)
- Tyler Bates (Guardians of the Galaxy)
- Christophe Beck (Frozen)
- Marco Beltrami (Logan)
- Elmer Bernstein (Ghostbusters)
- Leonard Bernstein (West Side Story)
- Joseph Bishara (The Conjuring)
- Pedro Bromfman (Narcos)
- George Bruns (The Jungle Book)
- David Buckley (The Good Wife)
- Justin Burnett (Dungeons & Dragons)
- Carter Burwell (Twilight)

## C
- John Carpenter (Halloween)
- Wendy Carlos (A Clockwork Orange)
- Teddy Castellucci (Wild Hogs)
- Matthieu Chabrol (La cérémonie)
- Charlie Clouser (Saw)
- Bill Conti (Rocky)
- Aaron Copland (The Heiress)
- Vladimir Cosma (Le Dîner de cons, Les Aventures de Rabbi Jacob)

## D
- Ikuma Dan (Samurai 1 - Miyamoto Musashi)
- Jeff Danna (The Good Dinosaur)
- Mychael Danna (Life of Pi)
- Don Davis (The Matrix)
- John Debney (The Passion of the Christ)
- Georges Delerue (Platoon)
- Alexandre Desplat (Harry Potter and the Deathly Hallows, The Grand Budapest Hotel)
- Adolph Deutsch (Annie Get Your Gun)
- Loek Dikker (De vierde man)
- Ramin Djawadi (Game of Thrones)
- Yassine Dms Debah (Art'n Acte Production)
- Klaus Doldinger (The NeverEnding Story)
- James Dooley (Pushing Daisies)
- Patrick Doyle (Harry Potter and the Goblet of Fire)
- Anne Dudley (Zwartboek)
- Antoine Duhamel (Pierrot le fou)

## E
- Randy Edelman (The Mask)
- Danny Elfman (Alice in Wonderland)
- Ilan Eshkeri (47 Ronin)

## F
- Percy Faith (The Oscar)
- Harold Faltermeyer (Beverly Hills Cop)
- George Fenton (Hitch)
- Brad Fiedel (The Terminator)
- Hugo Friedhofer (The Best Years of Our Lives)
- Luboš Fišer (Věštec)
- Germaine Franco (Encanto)
- John Frizzell (Dante's Peak)

## G
- Jesús García Leoz (Sierra de Ronda)
- Michael Giacchino (Jurassic World)
- Philip Glass (Secret Window)
- Nick Glennie-Smith (The Man in the Iron Mask)
- Elliot Goldenthal (Interview with the Vampire: The Vampire Chronicles)
- Jerry Goldsmith (Star Trek)
- Ron Goodwin (Those Magnificent Men, 633 Squadron, Miss Marple, Frenzy)
- Barry Gray (Thunderbirds)
- Philip Green (Tiara Tahiti)
- Harry Gregson-Williams (Shrek, The Martian)
- Rupert Gregson-Williams (Wonder Woman)
- Hildur Guðnadóttir (Joker)

## H
- Richard Hageman (Stagecoach)
- Marvin Hamlisch (The Way We Were)
- Richard Harvey (Le Petit Prince)
- Paul Haslinger (Underworld)
- Lennie Hayton (On the Town)
- Alex Heffes (The Last King of Scotland)
- Bernard Herrmann (Taxi Driver)
- David Hirschfelder (Legend of the Guardians: The Owls of Ga Hoole)
- Joe Hisaishi (Spirited Away)
- Tom Holkenborg, zie Junkie XL
- David Holmes (Ocean's Eleven)
- Nicholas Hooper (Harry Potter and the Half-Blood Prince)
- James Horner (Titanic)
- James Newton Howard (The Hunger Games)
- Justin Hurwitz (La La Land)

## I
- Jacques Ibert (Macbeth)
- Akira Ifukube (Godzilla)
- Shin’ichirō Ikebe (Tabi)
- Mark Isham (Once Upon a Time)

## J
- Steve Jablonsky (Transformers)
- Henry Jackman (Captain America: Civil War)
- Maurice Jarre (Doctor Zhivago)
- Jóhann Jóhannsson (The Theory of Everything)
- Trevor Jones (Notting Hill)
- David Julyan (Insomnia)
- Junkie XL (Deadpool, Tomb Raider)

## K
- Jan A.P. Kaczmarek (Finding Neverland)
- Michael Kamen (Robin Hood: Prince of Thieves)
- Bronislaw Kaper (Lili)
- Laura Karpman (The Marvels)
- Rolfe Kent (Mr. Popper's Penguins)
- Matthijs Kieboom (Verliefd op Ibiza)
- Renger Koning (Bezness as Usual)
- Harald Kloser (2012)
- Mark Knopfler (Local Hero)
- Erich Korngold (The Adventures of Robin Hood)
- Reijiro Koroku (Battle of Sekigahara)
- Joseph Kosma (La partie de campagne)
- Henry Krtschil (Schule der Frauen)
- Eduard Künneke (Der Vetter aus Dingsda)
- Jed Kurzel (Assassin's Creed)

## L
- Francis Lai (Love Story)
- Raymond Lefevre (Le Gendarme..., films Louis de Funès)
- Michel Legrand (Yentl)
- Christopher Lennertz (Alvin and the Chipmunks)
- James S. Levine (American Horror Story)
- Andrew Lloyd Webber (Jesus Christ Superstar)
- Andrew Lockington (San Andreas)
- Leighton Lucas (The Cardinal)
- John Lunn (Downton Abbey)
- Elisabeth Lutyens (The Way from Germany)

## M
- Dick Maas (Flodder)
- Mark Mancina (Speed)
- Henry Mancini (The Pink Panther)
- Clint Mansell (Black Swan)
- Matthew Margeson (Miss Peregrine's Home for Peculiar Children)
- Dario Marianelli (Anonement)
- Michael Markowski (Hobos in Space: A Musical Tragedy)
- Ray Martin (Yield to the Night)
- Bear McCreary (The Walking Dead)
- Melcher Meirmans (Alles is Liefde)
- Alan Menken  (Beauty and the Beast)
- Fons Merkies (Mannenharten)
- Giorgio Moroder (Midnight Express)
- Ennio Morricone (Once Upon a Time in the West)
- Trevor Morris (Vikings)
- Mark Mothersbaugh (Hotel Transylvania)
- Stanley Myers (The Deer Hunter)
- Freddie Mercury (Flash Gordon, Highlander)

## N
- Javier Navarrete (El laberinto del fauno)
- Blake Neely (The Mentalist)
- Alfred Newman (Wuthering Heights)
- David Newman (Ice Age)
- Randy Newman (Toy Story)
- Thomas Newman (American Beauty)
- Lennie Niehaus (It Was a Very Good Year)
- Jack Nitzsche (An Officer and a Gentleman)
- Adam Nordén (Lucia de B., The Restaurant)
- Alex North (Good Morning, Vietnam)

## O
- Dustin O'Halloran (Lion)
- Hajime Okumura (Nami)
- Riz Ortolani (Mondo Cane)
- Atli Örvarsson (The Mortal Instruments: City of Bones)
- Rogier van Otterloo (Soldaat van Oranje)
- John Ottman (X-Men: Days of Future Past)

## P
- John Paesano (The Maze Runner)
- Norrie Paramor (The Frightened City)
- Daniel Pemberton (King Arthur: Legend of the Sword)
- Heitor Pereira (Despicable Me)
- Theodor Pinet (Karina)
- Antonio Pinto (The Host)
- Mark van Platen (Kees de jongen)
- Basil Poledouris (The Blue Lagoon)
- Rachel Portman (Mona Lisa Smile)
- Mike Post (L.A. Law)
- John Powell (The Bourne Identity)
- André Previn (Gigi)
- Steven Price (Gravity)

## Q
- Qu Xiao-Song (The Suspect)
- James Joseph Quinn (Humanities Through the Arts)

## R
- Trevor Rabin (National Treasure)
- David Raksin (Laura)
- A.R. Rahman (Slumdog Millionaire)
- György Ránki (Marie, légende hongroise)
- Graeme Revell (Riddick)
- Trent Reznor (The Girl with the Dragon Tattoo)
- Nelson Riddle (The Great Gatsby 1974)
- Jeroen Rietbergen (Gooische Vrouwen)
- J. Peter Robinson (Cocktail)
- Heinz Roemheld (Yankee Doodle Dandy)
- David Rose (Hombre, ææOperation Petticoat)
- Atticus Ross (The Social Network)
- Nino Rota (The Godfather)
- Miklós Rózsa (Ben-Hur)

## S
- Ryuichi Sakamoto (The Last Emperor)
- Gustavo Santaolalla (Brokeback Mountain, Babel)
- Lalo Schifrin, (Mission Impossible)
- Ronald Schilperoort (Toscaanse Bruiloft)
- Martijn Schimmer (Costa!)
- Eric Serra (Le grand bleu)
- Marc Shaiman (Sister Act)
- Theodore Shapiro (The Devil Wears Prada)
- Edward Shearmur (Charlie's Angels)
- Richard Sherman (Mary Poppins)
- Robert Sherman (The Many Adventures of Winnie the Pooh)
- David Shire (Norma Rae)
- Howard Shore (Lord of the rings)
- Clinton Shorter (district 9)
- Alan Silvestri (Back to the Future)
- Rob Simonsen (The Age of Adaline)
- Merlijn Snitker (Rendez-vous)
- George Stoll (Viva Las Vegas)
- Herbert Stothart (The Wizard of Oz)
- Max Steiner (Gone with the Wind)
- Marc Streitenfeld (Prometheus)

## T
- Tōru Takemitsu (Ginrin - (Silver Ring))
- Yann Tiersen (Le fabuleux destin d'Amélie Poulain)
- Cedric Thorpe Davie (Kidnapped)
- Harry Tierney (The Girl and the Gambler)
- Dmitri Tjomkin (High Noon)
- Pinar Toprak (Captain Marvel)
- Brian Transeau (Driven)
- Joseph Trapanese (Oblivion)
- Brian Tyler (Fast & Furious)

## U
- Alfred Uhl (Der Weg nach dem Süden)

## V
- Dalibor Vačkář (Píseň lásky)
- Vangelis (Chariots of Fire)
- Fernando Velázquez (Crimson Peak)
- Lucas Vidal (Sleep Tight)
- Henny Vrienten (Kruimeltje)

## W
- Shirley Walker (Final Destination)
- Isobel Waller-Bridge (Emma)
- Benjamin Wallfisch (It)
- Thomas Wanker (White House Down)
- Franz Waxman (Sunset Boulevard)
- Sunna Wehrmeijer (The Hunger Games)
- Chrisnanne Wiegel (Nova Zembla)
- Steve Willaert (De eetclub)
- John Williams (Star Wars en Harry Potter)
- Jerry Williams (Wildest Dreams)
- Patrick Williams (How Sweet It Is!)
- Meredith Willson (The Great Dictator)
- Hugo Winterhalter (Bundle of Joy)
- Jozef van Wissem (Only Lovers Left Alive)
- Herman Witkam (Mees Kees)
- Thorsten Wollmann (X-Files)
- Lyle Workman (Yes Man)

## Y
- Kosaku Yamada (Manmo kenkoku no reimei)
- Gabriel Yared (The English Patient)
- Christopher Young (The Grudge)
- Victor Young (Around the World in 80 Days)

## Z
- John S. Zamecnik (The Covered Wagon)
- Geoff Zanelli (Disturbia)
- Aaron Zigman (Sex and the City)
- Hans Zimmer (The Lion King)